# Справжній курс
Справжній курс — кут, укладений між північним напрямком меридіана в місці вимірювання і напрямом проєкції поздовжньої осі об'єкта на горизонтальну площину, відраховується за годинниковою стрілкою від напряму на географічну північ. По суті показує напрям носа літака (або іншого об'єкта) відносно півночі. Протиставляється магнітному і компасному курсам.
Безпосередньо вимірюється за допомогою високоточних інерціальних навігаційних систем або гірокомпасів.
Широко застосовується в аерофотометрії, картографії, і в інших додатках геоматики.
Вказується в кутових градусах в діапазоні 0 … 360 °, іноді -180 … 180 °.
0° завжди застосовується для вказівки напряму об'єкта на північ, 90 ° — на схід.